# 里昂灯光节

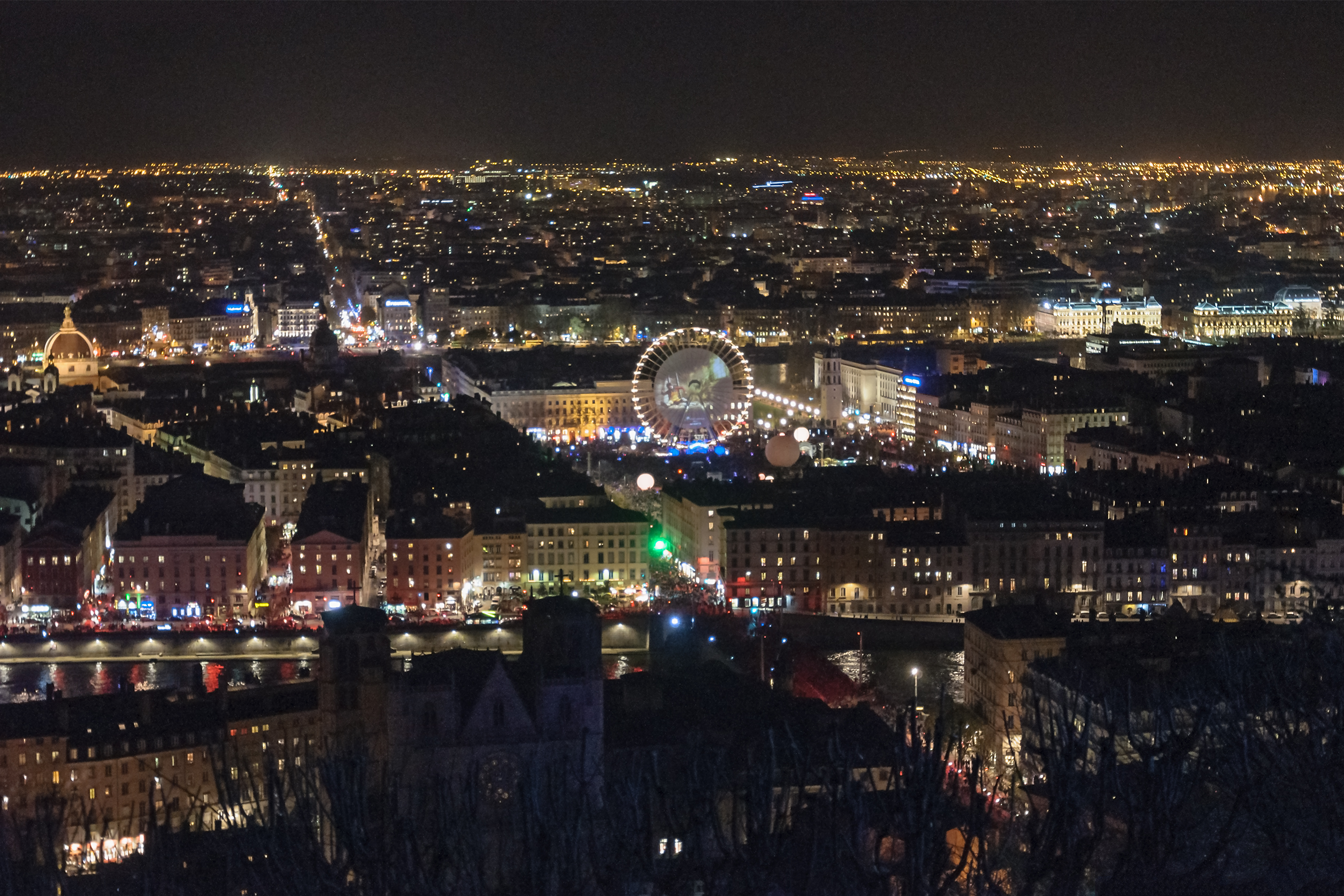
里昂「光」节

享譽國際的里昂「光」节（Fête des lumières）始於1989年，是法国里昂沿襲當地一個宗教傳統而來的節慶。利用每年12月8日前後的週末舉行，為期三天四個夜晚。是一個成功地結合了傳統、藝術與最新科技的國際性文化創意案例。每年吸引數百萬人前往親身體驗「光」節帶來的視覺震撼。

## 簡史

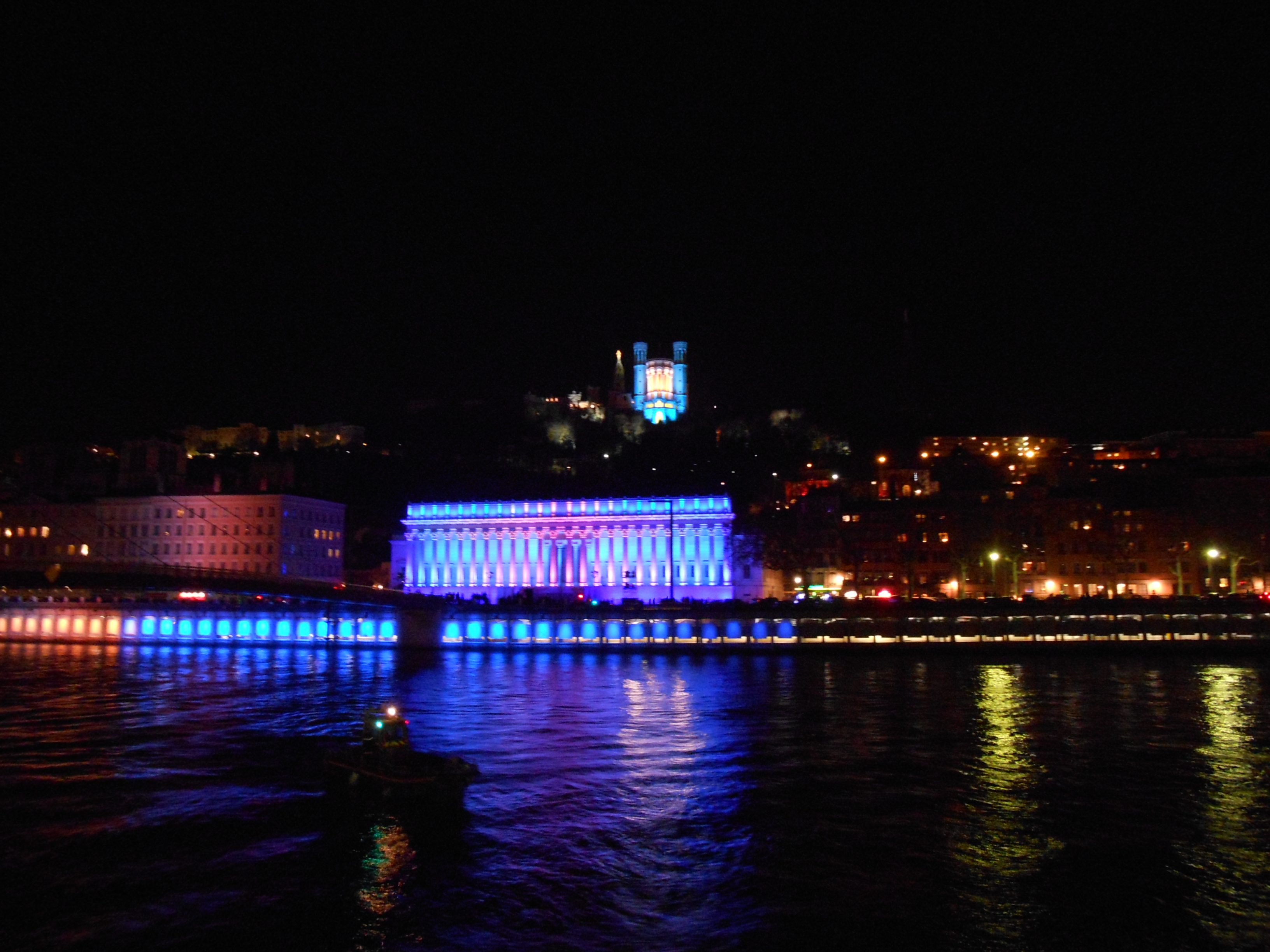

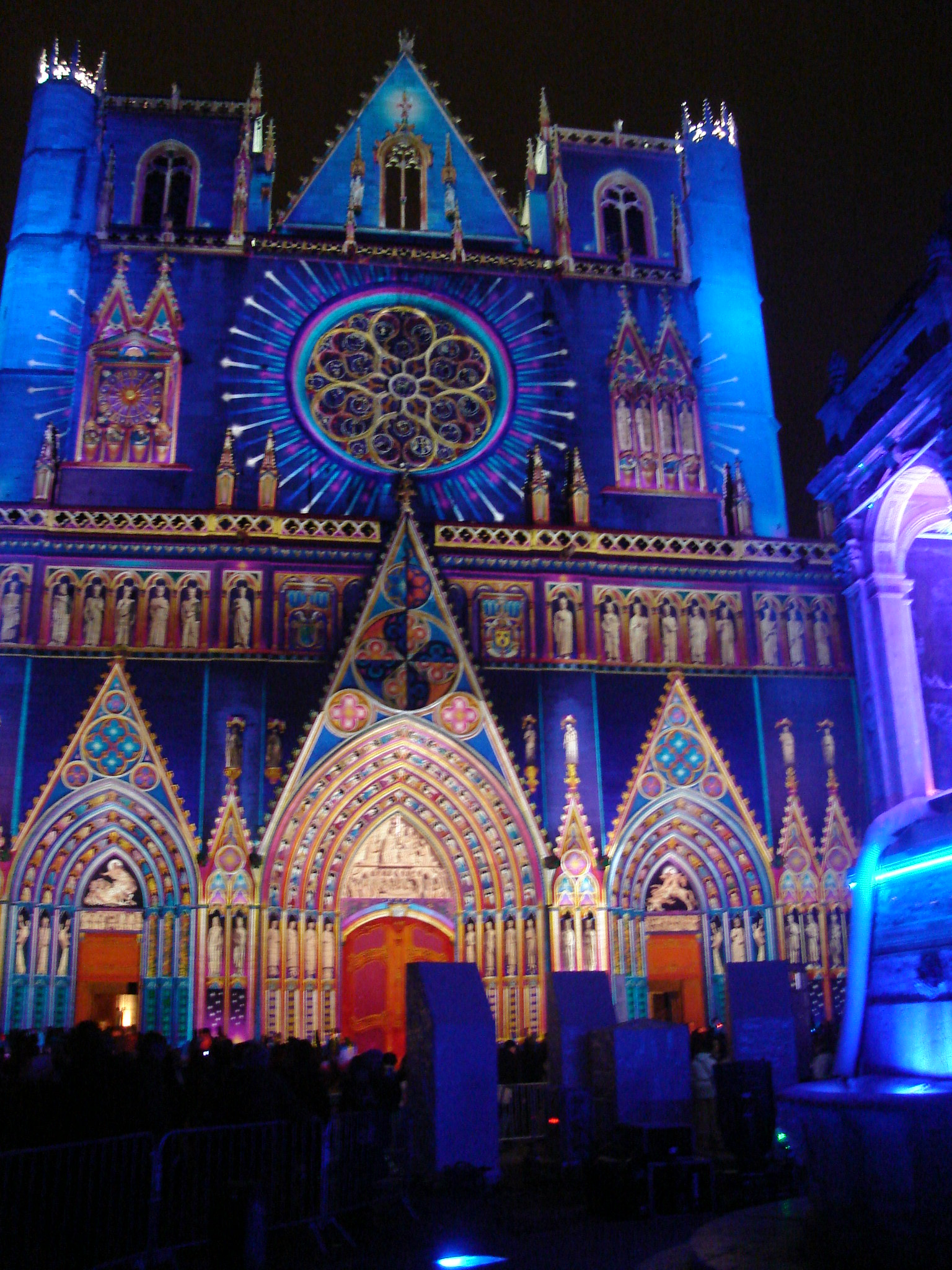

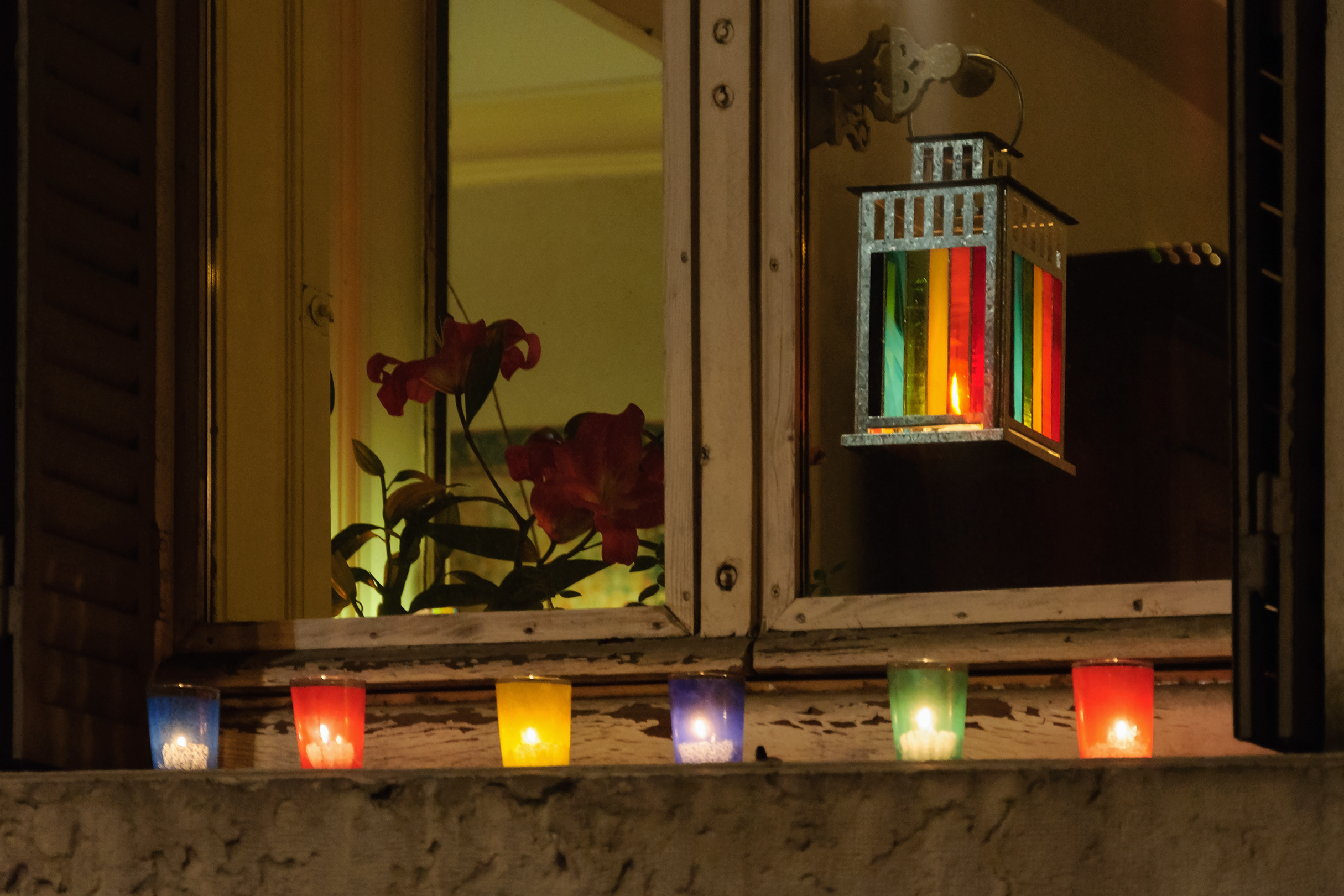

十九世紀中葉以來，12月8 日天主教「聖母無玷受孕日」這一天，里昂市民都會在家中陽台或窗口點燃蠟燭，向曾經顯靈，使當地居民免于瘟疫之災的聖母瑪利亞致敬。位於富維耶（Fourvière）山丘上的聖母堂自是流光溢彩。市民也都會走上街頭欣賞燭光為城市帶來的絢麗景象。

## 演變

### 起因
自1989年起，里昂政府結合了當地在城市『燈光照明設計』這項專業技術及藝術上特有的成就與人才，將12月8日此一傳統燭光日擴大舉行。邀請世界各地優秀的設計團隊前來現場展演。整座城市在『光』的雕塑下轉化成一幕幕令人驚豔的藝術作品。
里昂政府希望藉此活動的擴大舉行，不僅能讓市民在歡慶中更增添『一體同心』的感受，也能讓國際間注意到里昂在『都市照明』這項專業領域發展上之成就。里昂政府的用心與創意早已讓光節活動在全球引起廣泛的注目與掌聲。

### 特色
里昂「光」節倡導節能環保，長期與燈光照明專業研發更為節能省電的技術，隨著成果不斷創新，不僅光節活動期間的耗電量逐步降低，整個里昂市的每年用電量也在減少。對於藝術家本身創作背景及其為里昂光節提出的計畫是否具有環保節能意識，如材料設備的選取或是循環利用等等，自是舉辦單位的首要考量。目前幾乎所有的節目展演都採用最新的節能產品與投影技術。有的展演則完全利用再生能源。
同樣基於節能環保的理念，舉辦單位長期與大眾運輸機構合作，於活動期間讓前來遊客享有各種優惠。
里昂「光」節已經成為國際同類型節目的一個環保典範。

## 貢獻
里昂「光」節不僅僅是利用光影技術在公共空間進行藝術創作的先驅，且於2002年成立了一個國際性的『都市照明』組織：LUCI（Lighting urban Community International）。目前國際間已有70個城市加入，如上海、首爾、胡志明市、莫斯科、耶路撒冷、哥本哈根、巴黎、漢堡、布魯塞爾、阿姆斯特丹、布達佩斯、芝加哥等。
LUCI使世界上對城市照明設計有興趣的城市得以有交換經驗、相互觀摩、彼此合作、參與計畫的機會。

## 相關連結
- 赫尔辛基灯光节
- 光之採石場

## 外部連結
- .   [2019-07-12]. （原始内容存档于2021-03-23） （法语）.
- .   [2019-07-12]. （原始内容存档于2021-03-13） （英语）.